# Bowling Headliners
Bowling Headliners fue el primer programa de televisión estadounidense dedicado a los bolos. Fue emitido por la cadena ABC desde 1948 hasta 1949, y en DuMont desde 1949 hasta 1950.
El programa era emitido desde Rego Park Lanes en Queens. Los comentaristas originales eran Jimmy Powers y Al Cirillo. Cuando el programa se trasladó a DuMont, Joe Hasel se hizo cargo de la conducción.
El programa apareció en la portada de la edición del 29 de octubre de 1949 de la revista TV Guide.